# Phalops sinuaticeps
Phalops sinuaticeps là một loài bọ cánh cứng trong họ Bọ hung (Scarabaeidae).